# Le Commando traqué
Pour plus de détails, voir Fiche technique et Distribution.
Le Commando traqué (titre original italien : Tiro al piccione) est un film italien réalisé par Giuliano Montaldo, sorti en 1961.

## Synopsis
Marco, un jeune Italien, s'engage en 1943 dans les rangs de l'armée de la république de Salo, créée par Mussolini. Blessé au combat, il est hospitalisé et tombe amoureux d'une infirmière prénommée Anna. 
Mais la jeune femme n'est pas célibataire. En effet, elle vit dans la luxueuse villa d'un ancien industriel. De plus, elle s'est également liée à un autre soldat, le capitaine Mattei.

## Fiche technique
- Titre original : Tiro al piccione
- Réalisateur : Giuliano Montaldo, assisté de Franco Giraldi
- Scénario : Luciano Martino et Giuliano Montaldo
- Producteur : Alessandro Jacovoni
- Photographie : Carlo Di Palma
- Cadreur : Dario Di Palma
- Montage : Nino Baragli
- Musique : Carlo Rustichelli
- Société de production :  Ajace Produzioni Cinematografiche, Euro International Film
- Distribution : Euro International Film
- Pays de production :  Italie
- Durée : 114 min
- Image : noir et blanc
- Audio : sonore - mono
- Genre : drame
- Date de sortie :
  - Italie 14 octobre 1961
  - France : 10 octobre 1962

## Distribution

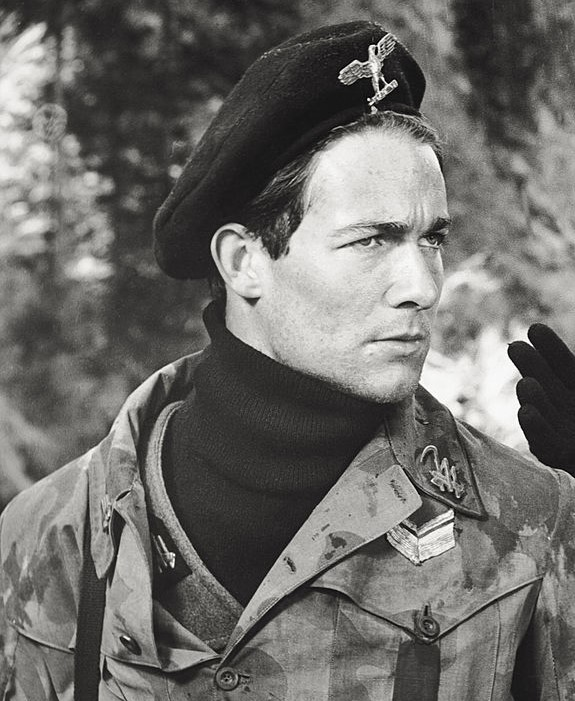
Jacques Charrier

- Eleonora Rossi Drago : Anna
- Jacques Charrier : Marco Laudato
- Francisco Rabal : Elia
- Sergio Fantoni : Nardi
- Franco Balducci : Garrani
- Enzo Cerusico : Montaldo
- Gastone Moschin : Pasquini
- Loris Bazzocchi : Giuliani
- Enrico Glori